# Cantone di Tenda
Il Cantone di Tenda (in francese Canton de Tende) era una divisione amministrativa dell'arrondissement di Nizza. Il cantone venne formato nel 1951 dopo l'annessione di Briga Marittima e Tenda dalla provincia di Cuneo alla Francia nel 1947.
A seguito della riforma approvata con decreto del 24 febbraio 2014, che ha avuto attuazione dopo le elezioni dipartimentali del 2015, è stato soppresso e i comuni dell'ex cantone sono entrati a far parte del Cantone di Contes.

## Composizione
Comprendeva 2 comuni:
- Briga Marittima
- Tenda